# Burangrang
Burangrang is een bestuurslaag in het regentschap Kota Bandung van de provincie West-Java, Indonesië. Burangrang telt 10.072 inwoners (volkstelling 2010).